# جيش النصر
جيش النصر هو فصيل عسكري في الحرب الأهلية السورية يتبع للجيش السوري الحر. تأسس في أغسطس 2015 بعد إندماج عدة فصائل مقاتلة في إدلب و‌حماة وريفها. وكان الهدف المعلن من تشكيل جيش النصر هو تحرير حماة وريفها من يد قوات الحكومة السورية.

## تاريخ
تم تشكيل غرفة عمليات جيش النصر في أوائل أغسطس 2015 وذلك عبر إندماج عدة فصائل عسكرية:
- تجمع ألوية صقور الغاب
- تجمع العزة
- جبهة الشام
- جبهة الإنقاذ المقاتلة
- لواء صقور الجبل
- اللواء السادس
- الفرقة 111
- الفرقة 60
- لواء بلاد الشام
- كتلة الفوج 111
- حركة الفدائيين الثورية
- كتيبة صقور الجهاد
- لواء شهداء التريمسة
- كتائب المشهور
- لواء العاديات

## المعارك والاشتباكات
خاض جيش النصر عدة معارك ضد قوات النظام السوري وأيضاً ضد جند الأقصى، ونذكر منها:
- هجوم حماة 2017
- اشتباكات محافظة إدلب (2017)
- هجوم حماة 2016
- هجوم اللاذقية 2016
- هجوم شمال غربي سوريا (أكتوبر–نوفمبر 2015)
- هجوم حماة 2015

### الصراع مع جند الأقصى
في 7 فبراير 2017، هاجم فصيل جند الأقصى مقرات جيش النصر قرب قرية مورك في شمال حماة، وأسر أكثر من 250 مقاتل من جيش النصر. وفي 14 فبراير أفادت تقارير بأن جند الأقصى قتل مالايقل عن 80 أسير من جيش النصر قبل إنسحابهم من مواقعهم في شمال خان شيخون. وفي 24 فبراير نشر الحساب الرسمي لجيش النصر أسماء القتلى والبالغ عددهم 71 قتيلاً من بينهم: 57 مقاتل و11 قائد عسكري و3 إعلاميين.

## القيادة
- القائد العام: الرائد محمد منصور
- قائد الأركان: النقيب طالب الطالب
- الناطق العسكري: الملازم أول إياد الحمصي
- رئيس الجناح السياسي: عبد الحكيم الرحمون
- مسؤول المكتب الإعلامي: محمد رشيد

## وصلات خارجية
- جيش النصر على تيليجرام.